# Монтефорте-д'Альпоне
Монтефорте-д'Альпоне (італ. Monteforte d'Alpone, вен. Monteforte d'Alpon) — муніципалітет в Італії, у регіоні Венето,  провінція Верона.
Монтефорте-д'Альпоне розташоване на відстані близько 410 км на північ від Рима, 85 км на захід від Венеції, 23 км на схід від Верони.
Населення — 8845 осіб (2014).
Щорічний фестиваль відбувається 17 січня. Покровителі — святий Антоній Великий.

## Демографія
Населення за роками:

Станом на 1 січня 2023 року в муніципалітеті офіційно проживало 1327 іноземців з 45 країн, серед них 456 громадян країн Євросоюзу та 12 громадян України.

## Сусідні муніципалітети
- Гамбеллара
- Монтеккія-ді-Крозара
- Сан-Боніфачо
- Соаве